# سازمان جهانی مبارزه با دوپینگ
سازمان جهانی مبارزه با دوپینگ یا آژانس جهانی مبارزه با دوپینگ (به انگلیسی: The World Anti-Doping Agency; WADA) به اختصار (WADA)، یک بنیاد مستقل ایجادشده با ابتکار جمعی از رهبران کمیته بین‌المللی المپیک (IOC) است. این بنیاد در ۱۰ نوامبر ۱۹۹۹ در لوزان، سوئیس ایجادشد. این سازمان به مبارزه با دوپینگ (زورافزایی) در ورزشکاران می‌پردازد.
در سال ۲۰۰۲ مقر این سازمان به مونترآل انتقال یافت.